# جامع الشرفاء
جامع الشرفاء أو جامع المواسين هو مسجد تاريخي قديم في مدينة مراكش بالمغرب.

## وصف
يوجد «جامع الشرفاء» أو «جامع المواسين» بقلب المدينة القديمة في مراكش بحي المواسين قرب الأسواق التقليدية، فالطريق إليه منها سهلة وميسرة، وهو من الجوامع الكبيرة في مدينة مراكش بالرغم من عدم توفره على صومعة مرتفعة.

## البناء
بني «جامع الشرفاء» في مدينة مراكش من قبل السلطان الغالب بالله السعدي ما بين 970 و980 هجرية على مساحة تقدر بحوالي 2600 متر مربع، وشيد معه مجمعا دينيا يحتوي على سقاية كبيرة معروفة وميضأة واسعة لها باب خاص بها صهاريج وأماكن للاستفراغ، وحمام من أشهر حمامات المدينة قسم للرجال وقسم للنساء به جناح خاص بالعرائس، وكتاب ومسكن للقائمين على شؤون هذا المسجد.

## المرافق
يتكون المسجد من سبع بلاطات، والبلاط المحوري أوسع ويمتد سقفه الخشبي الغني بالنقش من القبة التي أمام المحراب إلى العنزة التي تفصله عن الصحن، وتسمى هذه الزخرفة ب «أطبع العمارة» وتحت السقف الخشبي نقش على الجبص بديع الصنع.
كما يشتمل المسجد على أربعة أساكيب بالإضافة إلى المحراب الذي يحتوي على ثلاث قباب واحدة أمام المحراب وواحدة في طرفيه، والقبة التي أمام المحراب جملية وفي منتهى الإبداع الفني والزخرفي.

## خزانة المخطوطات
وفيه خزانة أسسها الغالب بالله السعدي بجوار المسجد وأوقف عليها من نفائس الكتب الشيء الكثير، وظل الامراء والمحسنون يوقفون عليها من امهات الكتب ما جعلها قرينة مكتبة القرويين.

## الأبواب
وللمسجد ثلاثة أبواب لدخول المصلين اثنان من هذه الأبواب الثلاث يقابل احدهما الآخر. ويؤديان إلى الجناح الأخير للجامع، وكل مدخل يكون في خارجه ثغرة مبنية يعلوها تقبيب مخرم تخريما نازلا إلى الأسفل، وزينت مصارع هذه الأبواب بمزالج مزخرفة بنقوش تحمل اسم السلطان المؤسس لهذا الجامع، وقد جاء في الأثر أن أحد هذه الأبواب نقل من غرناطة. أما سقف الجامع فجميل جدا ويشهد ببراعة صناعه، ويمثل أجمل ما في هذا الجامع من المنجزات الرائعة، ويضم الجامع أربعة أنواع من الأقواس وكتب على أغلبها بالخط الكوفي «الملك لله» أو «العزة لله» أو «الحمد لله».

## المحراب
محراب المسجد عبارة عن قوس يسمى ظهر السلة، ومن فوقه كتابة كوفية لآية قرآنية تحوط بالقوس، من فوق الكتابة شمسيات زخرفة تسمى إدو، وفي داخل المحراب قبة على شكل طاسة، وجدار المحراب بني على شكل مربع ويحمل قوس المحراب ثلاث أعمدة رخامية.

## المنبر
أما المنبر فهو بحق تحفة نادرة لما يحتويه من زخرفة بديعة، يحتوي على أربعة اقواس وهو شبيه كل الشبه بمنبر جامع القصبة.

## الصحن
صحن الجامع مربع المساحة.

## الصومعة
أما الصومعة فقد شيدت ملتصقة بالواجهة الرئيسية، وهو وضع يختلف عما نراه في جامع باب دكالة حيث الصومعة داخلة في المستطيل العام للجامع، وهي أيضا قصيرة لا تكاد تعلو السطوح المجاورة خلافا لما نراه في المساجد الكبرى.
ويروى أن سبب ذلك هو وجود منزل لأحد الوزراء السعديين بحوار المسجد. وهو في حالة اليوم تلزم تدخلا عاجلا من أجل الترميم والإصلاح.

## معرض صور

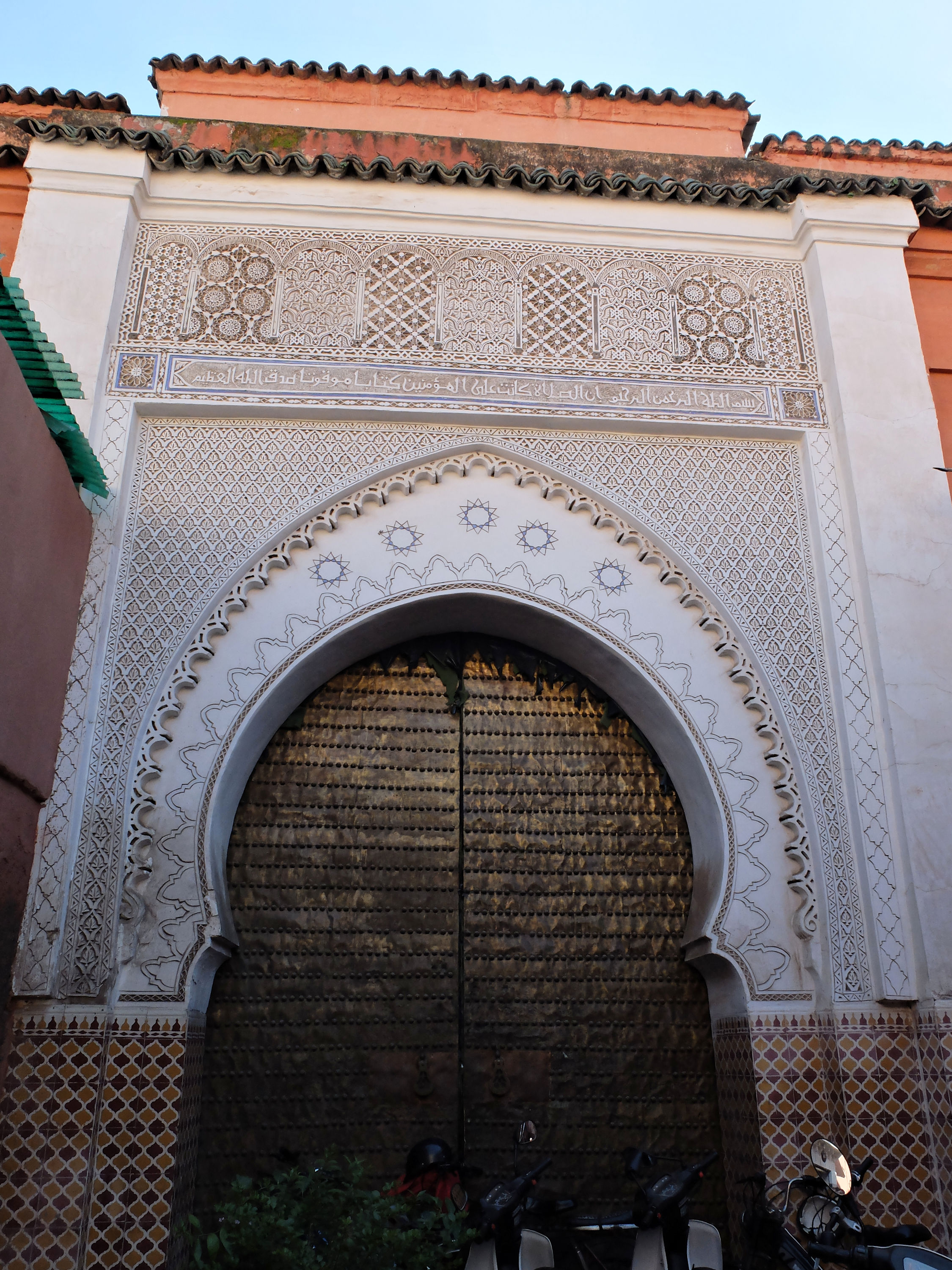
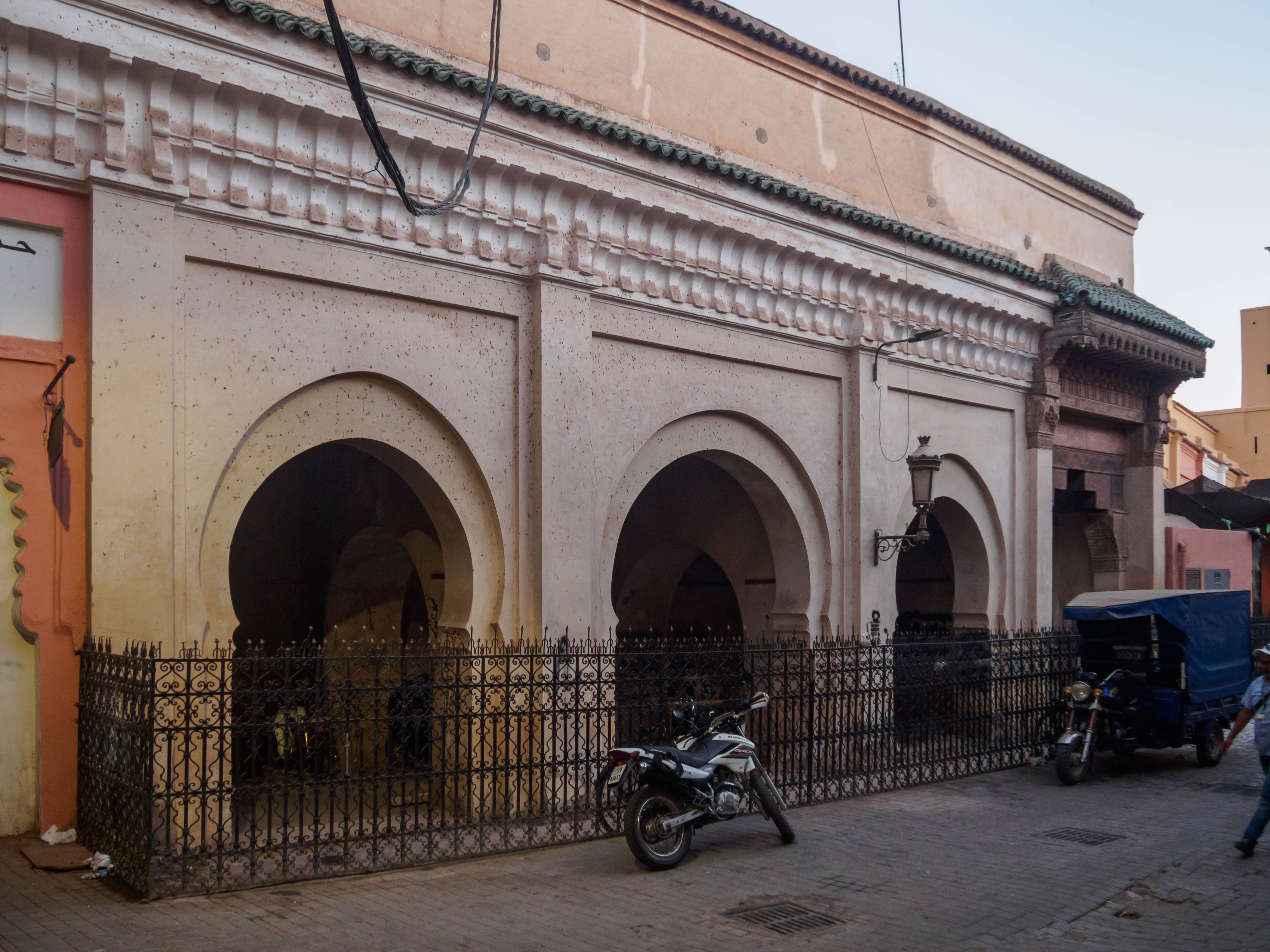
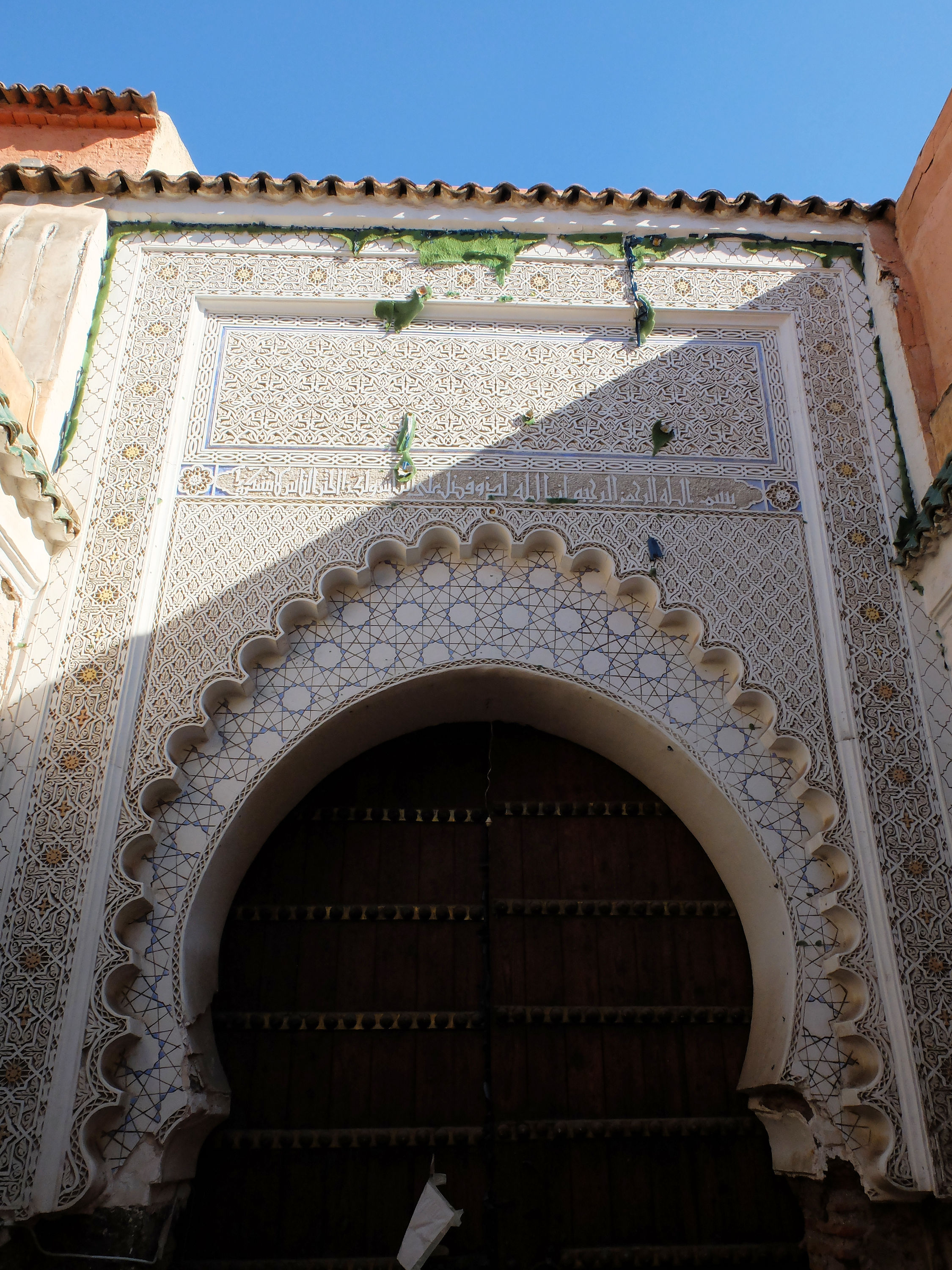
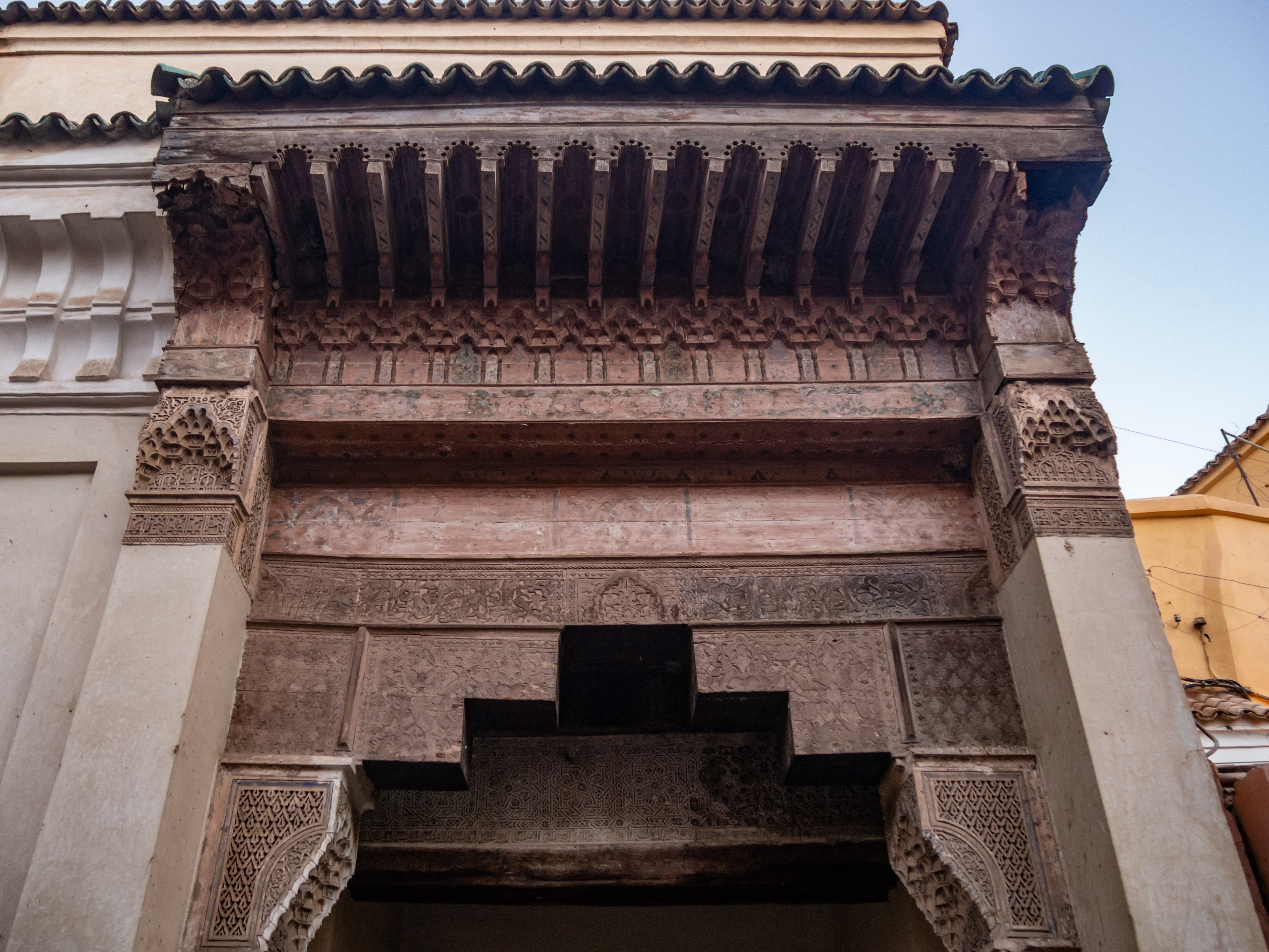

## مقالات إضافية
- الحزب الراتب